# Claude de Tesserant
Claude de Tesserant (* im 16. Jahrhundert; † 1572 in Paris) war ein französischer Schriftsteller.

## Leben und Werk
Claude de Tesserant war ab 1562 in Paris als Rechtsanwalt bekannt. Da er als Protestant galt, nimmt man an, dass er 1572 der Bartholomäusnacht zum Opfer fiel. Sein Hauptwerk ist der 1571 erschienene zweite Band der Histoires prodigieuses (Wundergeschichten) des Pierre Boaistuau. Tesserant fügte 14 Erzählungen hinzu, die sich nach dem Urteil von Michel Simonin markant von denen Boaistuaus unterscheiden. Daneben ist er als Plutarchübersetzer bekannt (Vertueux faits des femmes, 1567).

## Werke
- (mit anderen) Histoires prodigieuses, extraites de plusieurs fameux autheurs, grecs & latins, sacrez & prophanes, divisees en deux tomes. Le premier mis en lumiere par P. Boaisteau. Le second, contenant vingt-quatre histoires prodigieuses, par Cl. de Tesserant, & augmenté de dix histoires par F. de Belle-forest. Jean de Bordeaux, Paris 1571. (mehrere Auflagen)